# Буда (Арічештій-Рахтівань, Прахова)
Буда (рум. Buda) — село у повіті Прахова в Румунії. Входить до складу комуни Арічештій-Рахтівань.
Село розташоване на відстані 60 км на північ від Бухареста, 9 км на захід від Плоєшті, 80 км на південь від Брашова.

## Населення
За даними перепису населення 2002 року у селі проживали 426 осіб, з них 425 осіб (99,8%) румунів. Усі жителі села рідною мовою назвали румунську.